# رجاء سراج
رجاء سراج (1 يناير 1937 - 9 أغسطس 2009) ممثلة مصرية .

## عن حياتها
كانت بدايتها في فترة الخمسينيات حيث شاركت بفيلمي (وداع في الفجر، دليلة)، عام 1956، لتتوالى بعدها أعمالها ما بين السينما والمسرح والتلفزيون والتي من أبرزها (الشهد والدموع، نحن لا نزرع الشوك، قاهر الزمن) .

## أعمالها

### المسلسلات
- عيش أيامك
- نساء في الغربة
- سامحوني ماكنش قصدي
- نحن لا نزرع الشوك (مسلسل)
- دمي ودموعي وإبتسامتي
- جمهورية زفتى
- الحفار
- الأبطال ج1
- لن أمشي طريق الأمس
- شقة الحرية
- الآنسة كاف
- الشراقي
- حصاد الحب
- ضمير أبلة حكمت
- رأفت الهجان (ج2)
- الكهف و الوهم والحب
- الكابتن جودة
- الواد سيد الشغال
- الشهد والدموع (الجزء الثاني)
- علي الزيبق
- ألف ليلة وليلة
- الشهد والدموع (الجزء الأول)
- الحب الذي كان
- الأصيل
- مغامرات راجل زي و زيك
- عصر الحب
- بين ثلاثة

### الأفلام
- الإرهاب والكباب
- دقات على بابي
- قاهر الزمن
- رحلة الشقاء والحب
- دندش
- أذكياء لكن أغبياء
- البعض يعيش مرتين
- الظريف والشهم والطماع
- فتاة الاستعراض
- وكر الملذات
- دليلة
- وداع في الفجر
- الاحتياط واجب

### المسرحيات
- زهرة الصبار
- أنا وهو وهي
- العبيط
- الدخان
- 8 x الهواء
- الواد سيد الشغال

### السهرات التلفزونية
- جريمة في المصيف
- صباح الخير يا جاري
- قلب في مأزق

## وفاتها
توفيت في 9 أغسطس عام 2009 إثر نزيف حاد في المخ عن عمر يناهز 72 سنة .

## روابط خارجية
- رجاء سراج على موقع الدهليز
- رجاء سراج على موقع قاعدة بيانات الأفلام العربية